# Папульяс, Каролос
Ка́ролос Папу́льяс (греч. Κάρολος Παπούλιας; 4 июня 1929, дер. Моливдоскепастос, Эпир — 26 декабря 2021, Афины) — греческий политический деятель, президент Греции в 2005—2015 годах, видный деятель партии ПАСОК, министр иностранных дел Греции (1985—1989, 1993—1996).

## Биография
Каролос Папульяс родился 4 июня 1929 года в деревне Моливдоскепастос в Эпире (ном Янина). Его отец, генерал-майор Григорис Папульяс, начал офицерскую карьеру в 1911 году, участвовал во множестве войн и скончался в 1936 году от последствий боевых ранений. В период нацистской оккупации Греции Каролос был гимназистом, но принимал участие в движении Сопротивления. В молодости он активно занимался спортом, в 1947 и 1948 годах становился победителем юношеских чемпионатов Греции по прыжкам с шестом, также занимался бегом с барьерами, метанием копья, волейболом, входил в состав национальной сборной Греции.
После окончания юридического факультета Афинского университета Папульяс продолжил образование в аспирантуре Миланского университета, специализировался в области международного частного права, защитил кандидатскую диссертацию на тему «Приобретение и утрата прав владения по греческому и германскому законодательству» в Кёльнском университете. В дальнейшем Папульяс работал в Институте Юго-Восточной Европы в Мюнхене, написал книгу об истории движения Сопротивления в Греции. В годы диктатуры «чёрных полковников» (1967—1974) он сотрудничал с греческой редакцией радиостанции «Немецкая волна» (Deutsche Welle), регулярно выступал в эфире с обвинениями хунты в преступлениях против прав человека. В браке с Марией Пану у него родились три дочери.
В Германии началась активная политическая деятельность Папульяса, он примкнул к Социалистическому демократическому союзу зарубежья, которое объединяло в своих рядах греков-эмигрантов — противников хунты. В 1974 году после свержения режима черных полковников он вернулся в Грецию, принял участие в организации партии ПАСОК, стал одним из сподвижников лидера этой партии Андреаса Папандреу. На парламентских выборах в декабре 1974 года Папульясу не удалось пробиться в состав греческого парламента, но на следующих выборах в 1977 году избиратели оказали ему доверие. В дальнейшем, на протяжении 27 лет он был депутатом греческого парламента от родного нома Янина (1977—2004).
Был видным членом партии ПАСОК, с момента основания партии постоянно избирался в состав ее Центрального комитета, входил в состав высших партийных органов, в 1975—1985 годах был секретарем комитета ПАСОК по международным связям.

В 1981 году в Греции было сформировано правительство во главе с А. Папандреу. В этом правительстве К. Папульяс занял место заместителя министра иностранных дел, а в июле 1985 года, после новых выборов, возглавил министерство иностранных дел.

В 1989 году в Греции было сформировано временное правительство во главе с Ксенофоном Золотасом, в составе которого К. Папульяс занял место заместителя министра обороны.

После поражения ПАСОК на выборах в 1990 году вышел из состава правительства.

После победы ПАСОК на выборах 1993 года вернулся на пост министра иностранных дел и занимал его до января 1996 года, когда премьер-министр А. Папандреу был вынужден уйти в отставку из-за проблем со здоровьем, а его преемник Костас Симитис предпочел заменить его на посту министра иностранных дел Теодоросом Пангалосом. В дальнейшем, на протяжении нескольких лет возглавлял постоянный комитет национальной обороны и иностранных дел в греческом парламенте.
12 декабря 2004 года премьер-министр Костас Караманлис, лидер партии «Новая демократия» выдвинул его кандидатуру на пост президента Греции. Это предложение поддержала и партия ПАСОК. В первом же туре голосования, которое состоялось в парламенте 8 февраля 2005 года, был избран президентом Греческой республики. За его кандидатуру проголосовали 279 депутатов парламента. 12 марта 2005 года сменил Константиноса Стефанопулоса на посту президента страны. 3 февраля 2010 года был переизбран на пост президента 266 голосами парламентариев из 298 возможных. Таким образом, он стал третьим в истории президентом Греции, переизбранным на второй срок полномочий. Церемония повторной инаугурации состоялась 12 марта 2010 года.

Срок президентских полномочий окончился 13 марта 2015 года, когда на посту президента Греции его сменил представитель партии «Новая демократия» Прокопис Павлопулос.
Скончался 26 декабря 2021 года в Афинах.